# Селеби-Пхикве
Селе́би-Пхи́кве, Селибе-Пикве (англ. Selebi-Phikwe) — город, расположенный на крайнем востоке Ботсваны, на территории Центрального округа страны.

## Общая информация
Начиная с 1973 года вблизи города осуществляется добыча никелевой руды, которая и сегодня является основой экономики Селеби-Пхикве. Изначально имелось 2 населённых пункта — Селеби и Пхикви, и только после открытия шахт в 1960-х годах эти посёлки срослись в один город. Основным работодалелем в городе является компания Bamangwato Concessions Ltd., которая осуществляет как добычу, так и выплавку медно-никелевой руды.
Вместе с шахтами в городе была построена небольшая тепловая электростанция, работавшая на угле. До 1980 года это была единственная электростанция в стране. После запуска электростанции Марупуле несколько лет назад, станция в Селеби-Пхикве прекратила свою работу.

## Географическое положение
Расположен в восточной части округа, примерно в 402 км к северо-востоку от Габороне, на высоте 878 м над уровнем моря. Входит в состав субокруга Селеби-Пхикве.

## Климат
| Показатель                    | Янв. | Фев. | Март | Апр. | Май  | Июнь | Июль | Авг. | Сен. | Окт. | Нояб. | Дек. | Год   |
| ----------------------------- | ---- | ---- | ---- | ---- | ---- | ---- | ---- | ---- | ---- | ---- | ----- | ---- | ----- |
| Средний суточный максимум, °C | 31,3 | 30,3 | 29,8 | 28,1 | 25,7 | 23,0 | 23,5 | 26,0 | 29,5 | 31,6 | 31,4  | 31,3 | 28,5  |
| Средняя температура, °C       | 25,1 | 24,4 | 23,3 | 20,9 | 17,0 | 14,1 | 14,2 | 16,8 | 20,9 | 24,0 | 24,9  | 25,0 | 20,9  |
| Средний суточный минимум, °C  | 19,0 | 18,4 | 16,8 | 13,7 | 8,4  | 5,1  | 4,9  | 7,7  | 12,2 | 16,5 | 18,3  | 18,7 | 13,3  |
| Норма осадков, мм             | 95,0 | 57,0 | 47,9 | 22,6 | 4,4  | 0,7  | 1,4  | 1,2  | 12,7 | 27,0 | 59,4  | 79,9 | 409,2 |
| Источник: ,                   |      |      |      |      |      |      |      |      |      |      |       |      |       |

## Население
По данным переписи 2011 года население города составляет 49 724 человека.
Динамика численности населения города по годам:
| 1981   | 1991   | 2001   | 2011   | 2013   |
| ------ | ------ | ------ | ------ | ------ |
| 29 469 | 39 772 | 49 849 | 49 724 | 49 803 |

## Транспорт
В городе расположен международный аэропорт.